# Хресто-Воздвиженська церква (Кам'яний Брід)
Хре́сто-Воздви́женська це́рква — дерев'яний православний храм у селі Кам'яний Брід Новоборівській селищній територіальній громаді Житомирського району Житомирської області. Є пам'яткою архітектури національного значення.

## Історія та архітектура
Церква є одним із найдавніших зразків дерев'яної архітектури Житомирщини. За одними даними, вона була збудована у XVII столітті, за іншими — у 1787 році. Храм розташований на околиці села, над урвищем борової тераси тихої річки.
Споруда є тризрубною та триголовою, вирізняється архаїчними формами, компактністю та мініатюрними розмірами. До центрального об'єму зі сходу примикає менший п’ятистінний зруб, а із заходу — квадратний бабинець, який з'єднаний переходом із дзвіницею. Центральний зруб перекритий пластичною шатровою главою на низькому восьмерику, а бічні об'єми завершуються шатрами без барабанів.

## Інтер'єр
Всередині храму зберігся автентичний бароковий іконостас, що переходить у рококо, з дивовижною пластикою різьблення. Попри те, що він пережив численні війни та періоди боротьби з релігією, за часів незалежності України зазнав втрат: було викрадено чотири намісні ікони. Проте збереглися Царські врата та Нерукотворний Образ, які свідчать про високу майстерність поліських сницарів та іконописців.
Цікавою особливістю інтер'єру є те, що дубові стіни та склепіння обклеєні домотканим полотном. Імовірно, це було зроблено або для підготовки до розпису, або для утеплення приміщення. З цією ж метою, ймовірно, було влаштовано масивну дубову підлогу, завдяки чому взимку температура в церкві не опускається нижче -10°C.

## Сучасний стан
Через знелюднення села церква, що колись стояла в його центрі, опинилася на околиці. Станом на 2010-ті роки в селі проживало близько 60 мешканців. Настоятелем храму є місцевий уродженець отець Георгій.